# Вдовец с пятью дочерьми
«Вдовец с пятью дочерьми» (нем. Witwer mit fünf Töchtern) — немецкая кинокомедия режиссёра Эриха Энгельса 1957 года с Гейнцем Эрхардтом в главной роли.

## Сюжет
Смотритель замка Фридрих Шерцер является отцом пяти дочерей, о которых он заботится после смерти жены. На работе он занят сохранением замка, который перешёл в американские владения после войны, собиранием произведений искусств и книг в большой библиотеке. Поскольку он относится к своей работе очень серьезно, у него не всегда есть достаточно времени, чтобы выполнять свои обязанности, как отец. Болезнь пятилетней Юльхен является временного причиной присутствия соседки фрау Хансен в доме Шерцер. Она считает своим долгом заботиться о здоровье ребёнка. В течение этого времени она постепенно знакомится с интересами и нуждами семьи.

## В ролях
- Гейнц Эрхардт — Фридрих Шерцер
- Сюзанна Крамер — Карин Шерцер
- Гельмут Лонер — д-р Клаус Гельман
- Лотта Рауш — фрау Хансен
- Кристина Кауфман — Улла Шерцер
- Ангелика Мейснер — Мария Шерцер
- Вера Чехова — Анна Шерцер
- Эльке Аберле — Юльхен Шерцер
- Иван Петрович — г-н Пепперкорн
- Михль Ланг — Альтфельд
- Петер Фогель — Фред
- Александр Эбермайер фон Рихтгофен — Джеки
- Марина Рид — фрау Костович
- Карста Лёкк — фройляйн Нессель
- Лотта Браккебуш — Мета Зенгштаке
- Мали Дельшафт — Берта Зенгштаке
- Нора Минор — фройляйн Форш
- Крис Хоуленд — г-н Принтис
- Пауль Вюргес
- Коко Шуман